# Lake Brownlee
Der Lake Brownlee ist ein Gebirgssee im Southland District der Region Southland auf der Südinsel von Neuseeland.

## Namensherkunft
Der See wurde von W. G. Grave im Jahr 1904 nach einem Mann benannt, der der vierköpfigen Gruppe einen Christmas pudding mit auf ihre Tour in die Franklin Mountains gab.

## Geographie
Der Lake Brownlee befindet sich rund 10 km nordwestlich des Worsley Arm, der sich westlich an den Lake Te Anau anschließt und Teil von ihm ist. Mit einer Flächenausdehnung von rund 32 Hektar erstreckt sich der See über eine Länge von rund 1,14 km in Nordnordwest-Südsüdost-Richtung und misst an seiner breitesten Stelle rund 440 m. Der Umfang des Sees beträgt rund 2,74 km.
Gespeist wird der Lake Brownlee vom Prospect Creek, der den See an seinem südlichen Ende zum Worsley Stream hin wieder verlässt.